# Monaster Manasija
Monaster Manasija (cyr. Манастир Манасија) – prawosławny klasztor położony w okręgu pomorawskim w Serbii. Został założony w latach 1406–1418. W 2010 roku został wpisany na listę informacyjną UNESCO.

## Historia
Klasztor został założony przez Stefana IV Lazarevicia w latach 1406–1418. Po zajęciu przez Turków osmańskich klasztor został w dużej części zniszczony i opustoszał. Z powodu usunięcia dachu przez prawie 100 lat freski wewnątrz kościoła były uszkadzane przez opady deszczu. W 1979 roku klasztor został wpisany do rejestru zabytków, a 2010 roku został wpisany na listę informacyjną UNESCO.

## Galeria

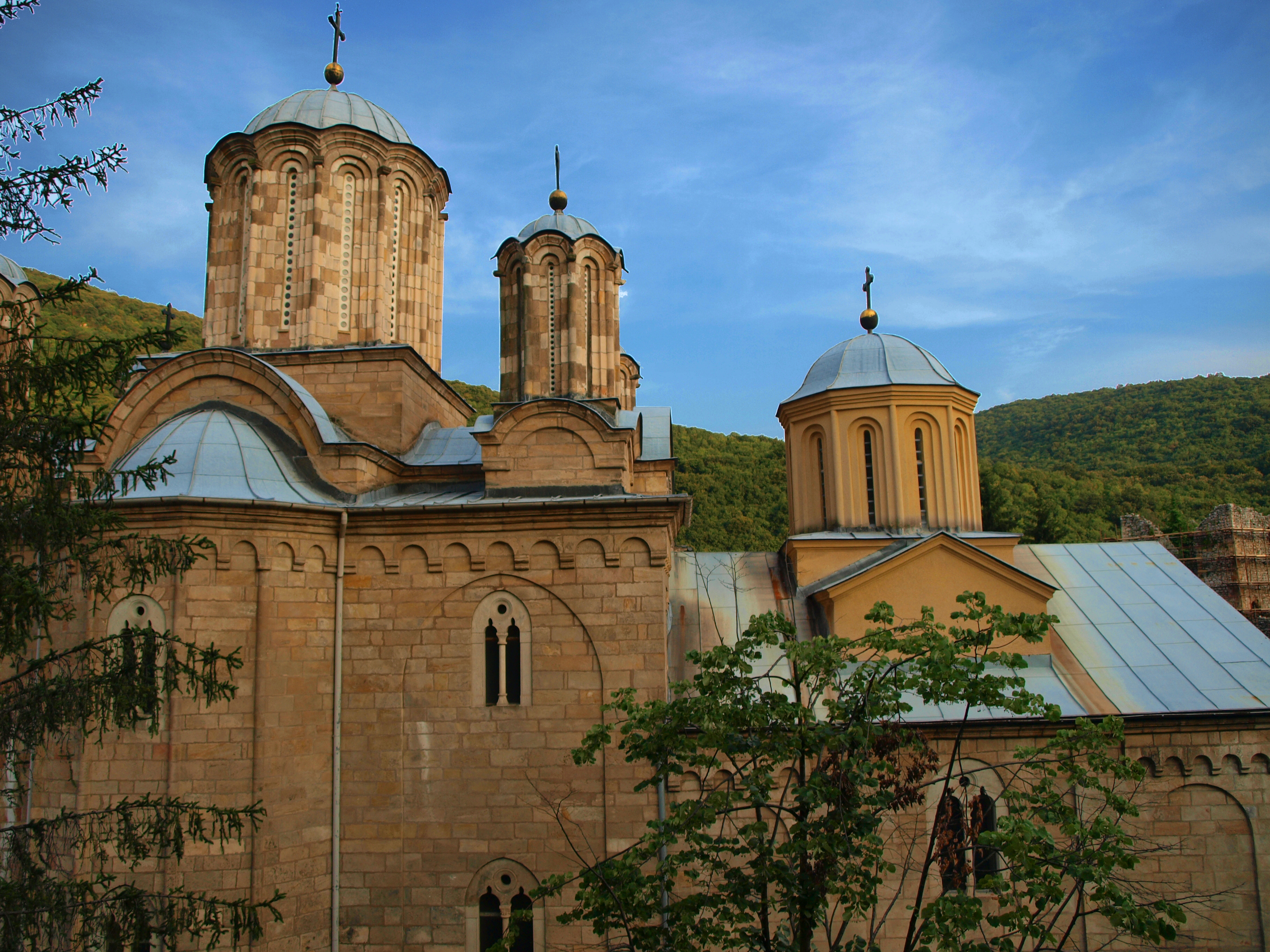
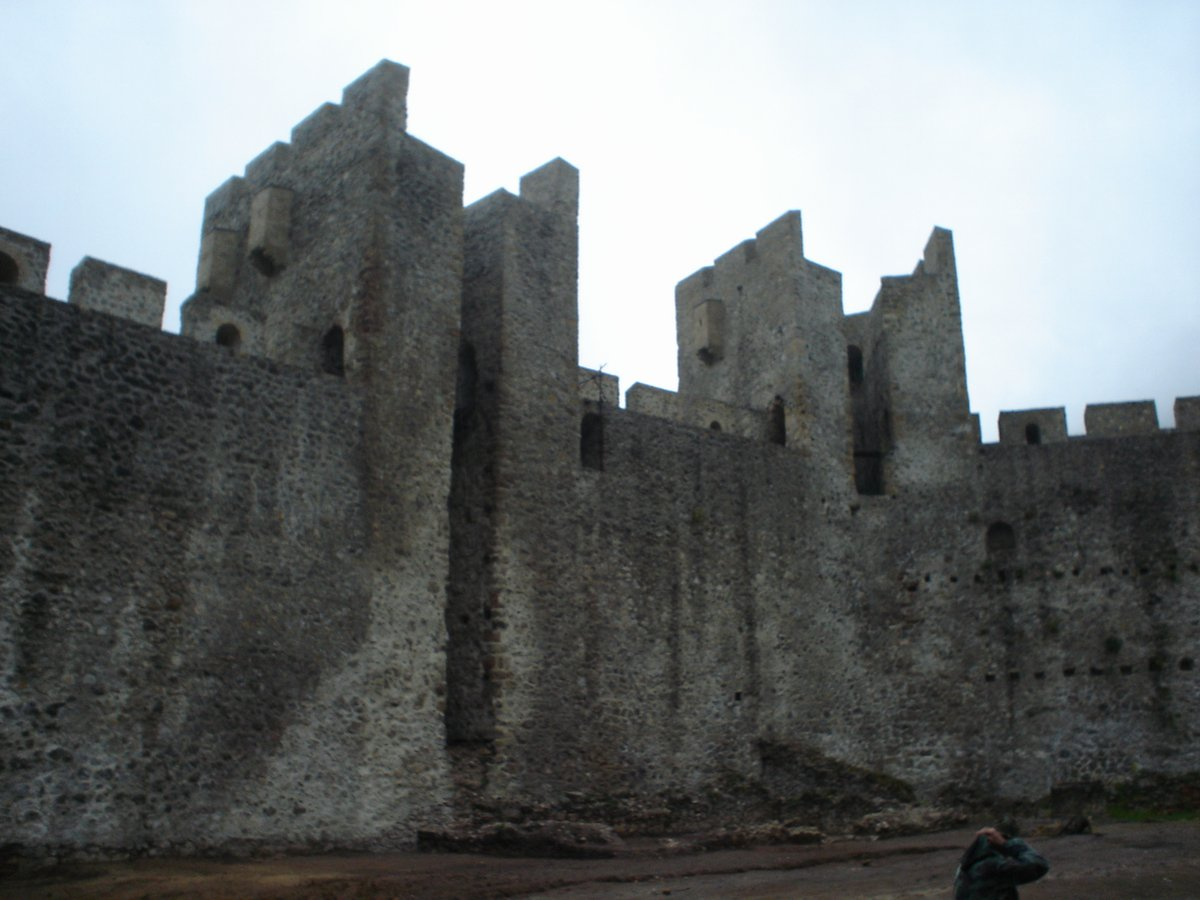
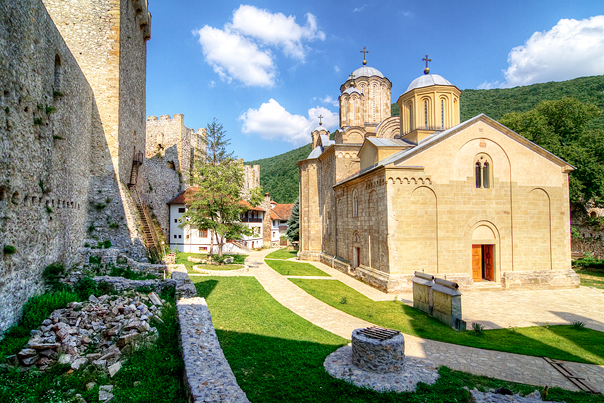
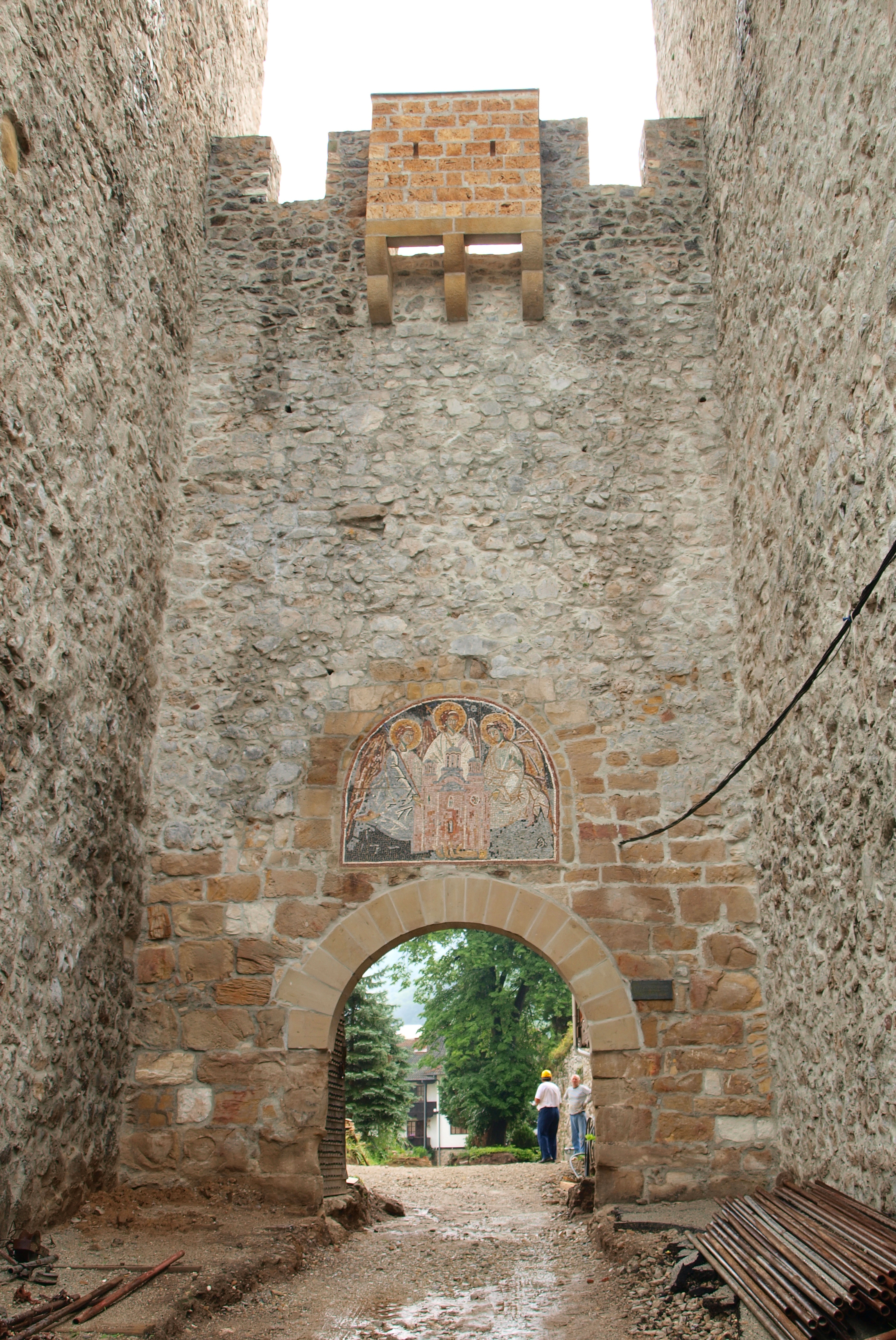
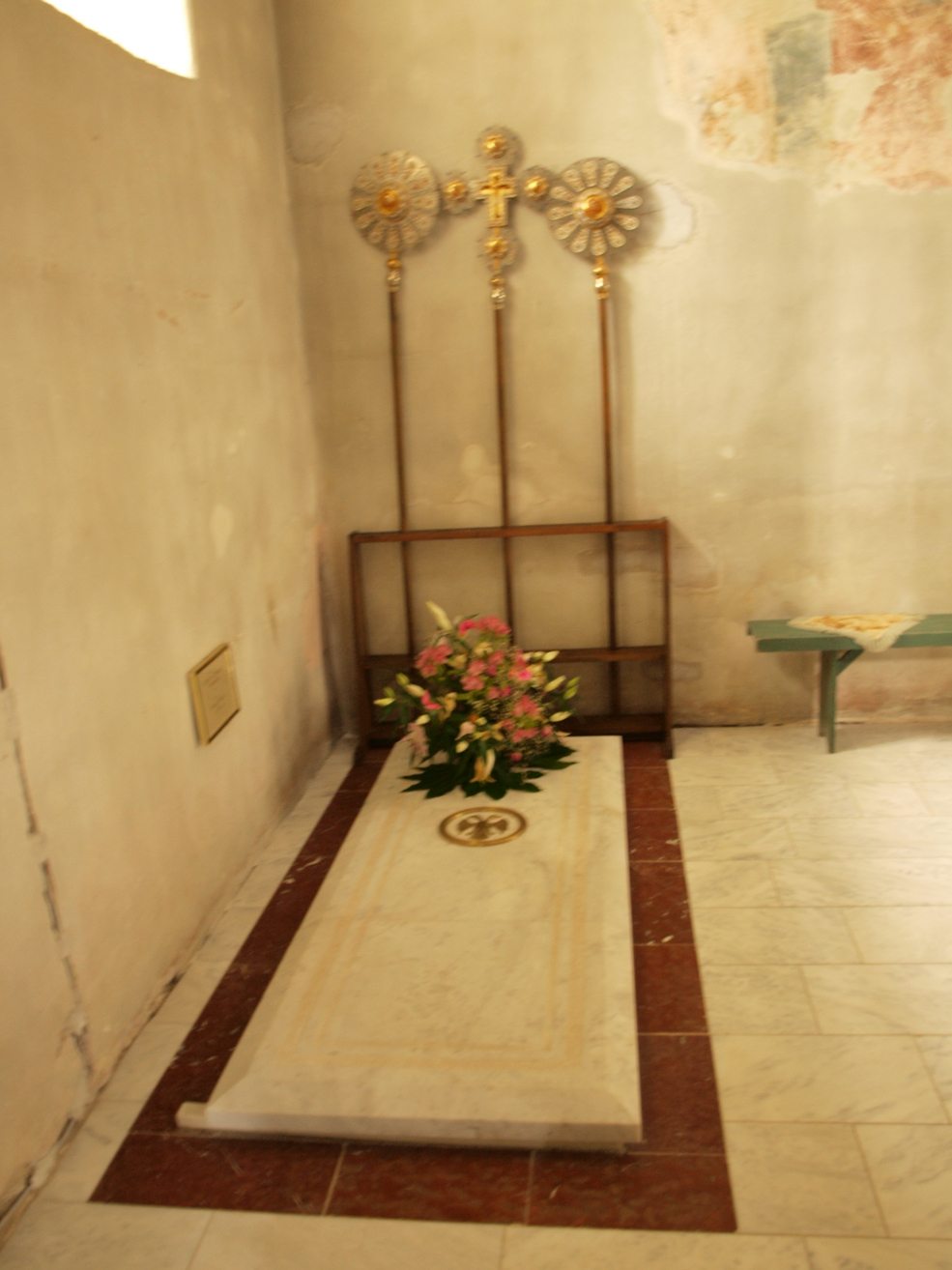